# 马来西亚能源及水务转型部
马来西亚能源及水务转型部（马来文：Kementerian Peralihan Tenaga dan Transformasi Air；英文：Minister of Energy Transition and Water Transformation）简称 PETRA，是马来西亚联邦政府旗下的一个部门，主管马来西亚的能源以及水务事务。

## 历史
马来西亚能源及水务转型部的前身能源转型及公共事业部是于2023年12月12日由首相安华宣布成立主管能源以及水务的部门，并把其从马来西亚天然资源及环境气候变化部拆分出来，部长一职由副首相兼砂拉越土著保守联合党高级副主席拿督斯里法迪拉担任，来自人民公正党的阿克玛·纳斯鲁拉则担任副部长。
2024年2月8日，马来西亚能源转型及公共事业部更名为马来西亚能源转型及水务转型部。

## 组织架构
能源及水务转型部长是马来西亚能源及水务转型部的最高政务官，由马来西亚首相委任，并且由1名同为政务官的副部长辅助。
能源及水务转型部秘书长是马来西亚能源及水务转型部的最高事务官，并且由2名副秘书长和1名高级秘书分管旗下内设机构。
- 部长：拿督斯里法迪拉
  - 副部长：阿克玛·纳斯鲁拉
  - 秘书长：Dato' Haji Mad Zaidi bin Mohd Karli
    - 秘书长直属
      - 法律科
      - 策略规划及国际关系处
      - 内部审计科
      - 廉政科
      - 组织通讯科（公关科）

    - 副秘书长（能源）：Dato' Mohamad Razif bin Haji Abd Mubin
      - 电力供应处
      - 可持续性能源处
      - 沙巴电供特别工作组（PPKBES）
      - 电力工业基金和E电供工业信托基金（AAIBE）

    - 副秘书长（水务）：Dato' Mohd Rodzwan bin Mohd Baba Sakri
      - 水务及排污服务处
      - 水源、水利及水文处

    - 高级秘书（管理）：Mohd Norhisham bin Musa
      - 管理服务及人力管理处
      - 财务及采购处
      - 信息管理处
      - 会计处
      - 发展处

### 附属联邦政府机构[4]
1. 水利灌溉局（JPS）
2. 排污服务局（JPP）
3. 联邦水务局（BBA）

### 附属法定机构
1. 能源委员会（ST）
2. 国家水务服务委员会（SPAN）
3. 永续能源发展机构（SEDA）

### 附属学院及研究院
1. 国家水源研究院（NAHRIM）

### 附属官联公司
1. 国家能源有限公司（TNB）
2. 水务资产管理公司（PAAB）
3. 英达丽水（IWK）
4. 马来西亚电力改革计划办公室（MyPOWER）